# Informe del Fórum de Chernóbil
El Informe del Fórum de Chernóbil (su título completo en inglés es Health Effects of the Chernobyl Accident and Special Care Programmes, es decir, Efectos en la salud del accidente de Chernóbil y programas de cuidados especiales) fue el documento editado por la OMS, pero realizado por un grupo de trabajo interdisciplinario, que analiza los efectos sobre la salud que han tenido lugar sobre los afectados por el accidente a medio plazo. El accidente de Chernóbil tuvo lugar el año 1986, mientras que este informe se editó en 2006, es decir, exactamente 20 años después.

## Inicios del Foro
El año 2003, la ONU lanza una iniciativa entre agencias denominada Foro de Chernóbil. Este foro está liderado por el OIEA, la OMS, el PNUD y otras entidades internacionales en las que colaboran los gobiernos de los países afectados.
Su objetivo es la revisión de las consecuencias del accidente, editando informes técnicos periódicos y proporcionar recomendaciones a los gobiernos de Bielorrusia, la Federación rusa y Ucrania sobre la base de esos estudios.
Un propósito secundario de este foro es el proporcionar información en lenguaje no científico a las poblaciones afectadas (en inglés y ruso).
Bajo los auspicios de este foro, la OMS promueve una serie de encuentros entre unos 40 expertos de reconocido prestigio científico a nivel internacional que han llevado a cabo investigaciones sobre el accidente. El resultado de estas reuniones es un informe final que es la contribución de la OMS al foro.
El informe emitido en el año 2006 es al que se ha llamado Informe del Fórum de Chernóbil.

## Bases científicas
Este informe se fundamenta en los estudios sobre efectos llevados a cabo por UNSCEAR, en concreto el informe del año 2000 (UNSCEAR 2000), complementado por todos los artículos científicos publicados en revistas de prestigio científico internacional (que poseen índice de impacto), que suman más de 350.

## Estructura del informe
El informe está dividido en 8 capítulos:
1. General y Metodología.
2. Dosimetría.
3. Afecciones a la tiroides.
4. Leucemia.
5. Tumores sólidos distintos a los tiroideos.
6. Efectos en la salud distintos al cáncer y a la tiroides.
7. Mortandad causada por las radiaciones provenientes del accidente.
8. Sistemas de salud pública en la región de Chernóbil.

## Antecedentes del informe
Aunque en la fecha que se inicia este foro existen varios estudios en proceso, el más completo y cercano a la fecha era el informe 2000 de UNSCEAR. En este informe se analizan los efectos producidos sobre la población debidos al accidente de Chernóbil hasta esa fecha. Debido a la ingente cantidad de información centrada en el accidente se hacía necesaria una revisión actualizada e independiente de todos los resultados publicados.
El accidente de Chernóbil causó en los primeros días o semanas tras el accidente 30 muertos entre los empleados y bomberos, donde están incluidos 28 que murieron debido a la radiación recibida. Además de estos, unos 240.000 trabajadores (los llamados liquidadores) participaron durante los años 1986 y 1987 en las tareas llevadas a cabo en el propio reactor y en un radio de 30 km alrededor de la central. Hasta el año 1990 se llevaron a cabo otras tareas de mitigación adicionales. En total 600.000 personas (civiles y militares) recibieron un certificado que confirman su participación como liquidadores de los gobiernos de Bielorrusia, la Federación rusa y Ucrania.
Además se produjo una liberación enorme de material radiactivo a la atmósfera que provocó la evacuación de 116.000 personas durante 1986 y la reubicación de 220.000 de las ex repúblicas soviéticas donde resultaron contaminados con niveles importantes vastas regiones. La población total de estas regiones donde la contaminación fue importante, pero donde los niveles no eran tan elevados como para requerir su reubicación, ascendía a 5 millones de personas.

## Conclusiones del informe
Los resultados del informe indican que:
- Los datos de las estimaciones de dosis que aparecen en los registros nacionales deben ser usados con precaución, y necesitan verificaciones, probablemente con métodos biodosimétricos.
- Existe un incremento en cáncer de tiroides, especialmente en aquellos que estuvieron expuestos a edad temprana.
- Los mayores incrementos en cáncer de tiroides se han dado entre los que eran niños o adolescentes en el momento del accidente y recibieron las mayores exposiciones al iodo radiactivo.
- Cuando existió exposición a los radioisótopos del iodo, se informó de desórdenes radioinducidos en la tiroides distintos del carcinoma, entre ellos nódulos benignos tiroideos, hipotiroidismo no autoinmune y tiroiditis autoinmune. Sin embargo la información es bastante inconsistente, siendo necesarios estudios a largo plazo.
- Las evidencias existentes no apoyan la conclusión de que las tasas de leucemia infantil hayan aumentado debido a la exposición a la radiación proveniente del accidente de Chernóbil. Sin embargo se recomienda realizar estudios exhaustivos para detectar incrementos, que todavía podrían aparecer.
- No existe evidencia en adultos de que la incidencia en leucemia se haya incrementado en los residentes expuestos estudiados en Rusia y en Ucrania. Sin embargo, hasta la fecha se han llevado a cabo pocos estudios y además han empleado diseños que son relativamente insensibles.
- Los estudios iniciales sobre los liquidadores mostraron un pequeño incremento en los casos de leucemia, sin embargo los estudios más recientes sugieren que esa incidencia podría ser mayor.
- Aunque hay una carencia de evidencia positiva de la aparición de tumores sólidos, la mayoría de ellos poseen periodos de latencia mínimos más largos que la leucemia. Por ello es posible que aún no haya transcurrido el tiempo necesario para que pueda ser detectado cualquier cambio de las personas expuestas con respecto a las no expuestas.
- Los datos posteriores a UNSCEAR 2000 no aportan ninguna evidencia definitiva de un incremento medible en el incremento de la aparición de tumores sólidos.
- Se debe enfatizar que el que no se hayan observado incrementos, no implica que no se haya producido. Sin embargo la incidencia es demasiado pequeña como para que haya podido ser medida en los estudios epidemiológicos. Solo existe un medio para dar una estimación del incremento, y es extrapolando las observaciones de exposiciones a altas dosis. Este método introduce una gran incertidumbre debido a los factores usados en la extrapolación, y por ello se deben utilizar con cautela.
- Los estudios oculares realizados entre los niños y los liquidadores sugieren una asociación entre la exposición a la radiación procedente de Chernóbil y la aparición de cataratas.
- Es probable que aquellos liquidadores que se recuperaron del síndrome agudo a la radiación y recibieron dosis elevadas, posean un mayor riesgo de padecer trastornos cardiovasculares. Sin embargo los datos hasta la fecha no muestran ningún incremento, aunque esto puede deberse a la falta de estadística.
- Hasta la fecha, a dosis de menos de varias decenas de mSv, no se han hallado claramente efectos clínicos relacionados con una función inmune anormal.
- No se encuentra un incremento relacionado con la radiación en malformaciones o mortalidad infantil.
- El accidente tuvo un serio impacto en la salud mental y el bienestar en la población.
- La experiencia en Chernóbil demuestra la importancia de la diseminación de información precisa y puntual por personas de confianza.
- Entre los 134 trabajadores involucrados en la emergencia de la mitigación del accidente de Chernóbil, murieron durante los primeros días 28 personas debido al síndrome de radiación aguda. 19 más murieron de 1987 a 2004 por distintas causas.